# Annelie Lütgens
Annelie Lütgens  (* 1956 in Hamburg) ist Kunsthistorikerin, Kuratorin und Publizistin mit den Schwerpunkten Kunst, Fotografie und Mode im 20. Jahrhundert. Sie forscht insbesondere zu Werken von Künstlerinnen, zum Verhältnis von Kunst und Mode, zur Kunst der Neuen Sachlichkeit, Outsiderkunst sowie  Zeichnung, Grafik und Illustration seit den 1920er Jahren. Sie lebt in Berlin.

## Leben
Lütgens studierte Kunstgeschichte, Klassische Archäologie und Kunstpädagogik an der Universität Hamburg und promovierte dort 1990 mit einer Arbeit über Jeanne Mammen. Von 1992 bis 1994 arbeitete sie als wissenschaftliche Volontärin an der Hamburger Kunsthalle und schrieb von 1994 bis 1996 Kunstkritiken für den Berliner Tagesspiegel und verschiedene Kunstmagazine. Von 1999 bis 2006 war sie Mitherausgeberin der kritische berichte.Zeitschrift für Kunstgeschichte und Kunstwissenschaft. Lehraufträge an der Universität Hamburg, der Hochschule für Bildende Künste Braunschweig und der Hochschule für Künste Bremen nahm sie wahr. Zahlreiche Veröffentlichungen in internationalen wissenschaftlichen Publikationen und Ausstellungskatalogen folgten.
Von 1996 bis 2011 war Lütgens Kuratorin am Kunstmuseum Wolfsburg. Dort erarbeitete sie monografische Ausstellungen zu Wolfgang Tillmans, Jean Tinguely, Eric Fischl, Franz Ackermann, Francis Alÿs, Eberhard Havekost und war verantwortlich u. a. für die Themenausstellungen Painting Pictures. Malerei im digitalen Zeitalter; Avantgarderobe. Kunst und Mode im 20. Jh.; Die Chinesen. Fotografie und Video in China; Japan und der Westen Interieur Exterieur. Wohnen in der Kunst; Leichtigkeit und Enthusiasmus, Junge Kunst und die Moderne.
Von April 2011 bis September 2022 leitete Annelie Lütgens die Grafische Sammlung in der Berlinischen Galerie, Landesmuseum für Moderne Kunst. Dort realisierte sie Ausstellungen aus den Beständen der Grafischen Sammlung, wie Straßen und Gesichter. Berlin 1918-1933; Gezeichnete Stadt. Arbeiten auf Papier 1945 bis heute sowie die große Ausstellung über Kunst und Mode: Modebilder-Kunstkleider. Fotografie, Malerei und Mode 1900 bis heute. Darüber hinaus kuratierte sie Retrospektiven zu Dorothy Iannone, Jeanne Mammen und Lotte Laserstein sowie die Doppelausstellung ZusammenSpiel.Tabea Blumenschein Ulrike Ottinger

## Veröffentlichungen

### Schriften (Auswahl)
- Schräge Schnitte. Essays zu Mode und Kunst. Hrsg. und mit einem Vorwort von Gundula Wolter. Textem Verlag, Hamburg 2022.
- Jeanne Mammen Rimbaud-Übertragungen. Illuminationen und Fragmente, Textem Verlag, Hamburg 2017, hrsg. mit Michael Glasmeier
- Im Freiflug. Texte und Gespräche zur Gegenwart der Kunst, Verlag Silke Schreiber, München  2011.
- Fliegend läuft der Ball. Versuch über Fußball und Filmkunst. Verlag Silke Schreiber, München 2010.
- ‚Nur ein Paar Augen sein...‘ Jeanne Mammen – eine Künstlerin in ihrer Zeit, Dietrich Reimer Verlag, Berlin 1991.

### Ausstellungskataloge (Auswahl)
- Modebilder Kunstkleider. Fotografie, Malerei und Mode 1900 bis heute. Berlinische Galerie. Landesmuseum für Moderne Kunst, Fotografie und Architektur, Köln 2022.
- Gezeichnete Stadt. Arbeiten auf Papier 1945 bis heute/Drawing the City. Paper-Based Works from 1945 to the Present. Berlinische Galerie. Landesmuseum für Moderne Kunst, Fotografie und Architektur, Köln 2020.
- Jeanne Mammen. Die Beobachterin. Retrospektive 1910-1975. Berlinische Galerie. Landesmuseum für Moderne Kunst, Fotografie und Architektur, München 2017.
- Visionäre der Moderne. Paul Scheerbart, Bruno Taut, Paul Goesch. Berlinische Galerie. Landesmuseum für Moderne Kunst, Fotografie und Architektur, Zürich 2016.
- Dorothy Iannone. This Sweetness Outside of Time. Retrospektive der Gemälde, Objekte, Bücher und Filme von 1959 bis 2014, Berlinische Galerie. Landesmuseum für Moderne Kunst, Fotografie und Architektur Bielefeld 2014.
- Wien-Berlin. Kunst zweier Metropolen. Berlinische Galerie, Museum Belvedere Wien, München/London/New York 2013 (mit Ralf Burmeister und Alexander Klee).
- Straßen und Gesichter. Berlin 1918-1933. Aus der Grafischen Sammlung. Berlinische Galerie. Landesmuseum für Moderne Kunst, Fotografie und Architektur Bielefeld 2013.
- Art & Fashion. Zwischen Haut und Kleid. Kunstmuseum Wolfsburg 2011, Bielefeld 2011.
- Leichtigkeit und Enthusiasmus. Junge Kunst und die Moderne. Ease and Eagerness. Modernism Today. Kunstmuseum Wolfsburg, Ostfildern-Ruit 2009.
- Interieur Exterieur. Wohnen in der Kunst. Kunstmuseum Wolfsburg 2009, Bielefeld 2009 (mit Markus Brüderlin).
- Japan und der Westen. Die erfüllte Leere. Kunstmuseum Wolfsburg, Köln 2007 (mit Markus Brüderlin).
- Eberhard Havekost. Harmonie. Bilder/Paintings 1998-2005. Kunstmuseum Wolfsburg 2005, Ostfildern-Ruit 2009 (mit Eberhard Havekost).
- Die Chinesen. Fotografie und Video aus China. Kunstmuseum Wolfsburg 2004, Ostfildern-Ruit 2004.
- Francis Alÿs: Walking Distance from the Studio. Kunstmuseum Wolfsburg 2004, Ostfildern-Ruit 2004 (mit Francis Alÿs).
- Eric Fischl. Gemälde und Zeichnungen 1979 – 2001. Kunstmuseum Wolfsburg 2003, Ostfildern-Ruit 2003.
- Franz Ackermann. Naherholungsgebiet. Kunstmuseum Wolfsburg 2003, Bielefeld 2003.
- L’Esprit de Tinguely. Kunstmuseum Wolfsburg 2000, Ostfildern-Ruit 2000
- Ed van der Elsken. Sweet Life. Fotografie und Film 1949 – 1990, Kunstmuseum Wolfsburg 2000, Ostfildern-Ruit 2000.
- Wolfgang Tillmans. Wer Liebe wagt lebt morgen, Kunstmuseum Wolfsburg 1996, Ostfildern-Ruit 1996 (mit Wolfgang Tilmans).
- Fluxus und Nouveaux Réalistes. Sammlung Cremer für die Hamburger Kunsthalle, Hamburger Kunsthalle 1995, Ostfildern 1995.
- Giovanni Battista Piranesi. Bilder von Orten und Räumen, Hamburger Kunsthalle 1994, Stuttgart, 1994.